# Паровозы Черепановых
Парово́зы Черепа́новых — первые паровозы, построенные в России. Первый паровоз был построен в 1833 году, второй — в 1835 году. Железнодорожный путь, по которому ходили паровозы, имел ширину колеи 1645 мм (2 аршина и 5 вершков).

## Первый паровоз
Первый паровоз был построен Ефимом и Мироном, отцом и сыном Черепановыми в 1833 году на Выйском заводе, входившем в состав Нижнетагильских заводов. Испытания паровоза начались в августе 1834 года. Чертёж этого паровоза, выполненный Амосом Черепановым, был представлен в рапортах управляющего Нижнетагильской Заводской конторой Дмитрия Белова в Санкт-Петербургскую контору Демидовых о заводском производстве за 1834 год.
Устройство этого паровоза и история его создания были описаны в пятом номере «Горного журнала» за 1835 год. Из этой статьи известно, что при создании паровоза Черепановы столкнулись с несколькими техническими проблемами. В частности, первоначально котёл не давал достаточно жара и не производил необходимое количество пара. Также перед Черепановыми встала проблема создания устройства реверса, которое позволяло менять направление движения паровоза без разворота. Обе технические проблемы были удачно разрешены инженерами Черепановыми.
«Горный журнал» писал, что первая проблема была решена увеличением числа дымогарных труб (количество которых было доведено до восьмидесяти), а вторая — при помощи механизма, состоявшего из эксцентрического колеса, приводившего в движение паровые золотники, которые регулировали направление впуска пара в цилиндр.
«Горный журнал» приводит следующие сведения о технических характеристиках паровоза:

Сухопутный пароход, ими устроенный, ходит ныне в обе стороны по нарочно приготовленным на длине 400 сажень (853,5 м) чугунным колёсопроводам. Пароход их неоднократно был в действии и показал на деле, что может возить более 200 пуд (3,3 тонны) тяжести со скоростью от 12 до 15 вёрст в час (13 — 16 км/ч). Самый пароход состоит из цилиндрического котла длиною 5½ футов (1676 мм) диаметром 3 футов (914 мм) и из двух паровых лежачих цилиндра длиной 9 дюймов (229 мм), в диаметре 7 дюймов (178 мм).

Журнал также упоминает о наличии у паровоза тендера для воды и топлива. «Чугунные колёсопроводы» (то есть рельсы) были изготовлены в опытном порядке на Нижнетагильском заводе.
Из других источников известны данные о массе паровоза, которая составляла 2,4 тонны (в рабочем состоянии). Осевая формула паровоза — 1-1-0. Бегунковая колёсная пара имела меньший диаметр, чем ведущая.
В 1836 году Черепановы построили первую в России железную дорогу длиной 854 м, соединившую Выйский завод и Меднорудянский рудник. В 1837 году будущий Император Александр II проехал по этой дороге и спустился в шахту.

## Второй паровоз
После испытаний первого паровоза Черепановы стали строить второй паровоз, который был достроен в марте 1835 года. Этот паровоз был несколько больше предыдущего и отличался от него некоторыми конструкционными особенностями. В отличие от первого паровоза, у второго все колёса имели одинаковый диаметр.
Основные размеры второго паровоза Черепановых:
- Длина котла — 6 футов (1829 мм)
- Диаметр котла — 3 фута и 4 дюйма (1016 мм)
- Диаметр цилиндра — 7,5 дюйма (190,5 мм)
- Ход поршня — 10 дюймов (254 мм)

В заметке «Горного журнала» говорилось:

В «Горном журнале» сего года № 5 было напечатано известие о том, что в Нижне-Тагильском заводе гг. механики Черепановы устроили сухопутный пароход, который был испытан неоднократно, при чём оказалось, что он может возить более 200 пудов тяжести со скоростью от 12 до 15 верст в час.

Ныне гг. Черепановы устроили другой пароход большего размера, так что он может возить за собой до тысячи пудов тяжести. По испытании сего парохода оказалось, что он удовлетворяет своему назначению; почему и предложено и ныне же продолжить чугунные колесопроводы от Нижне-Тагильского завода до самого медного рудника, и употребить пароход для перевозки медных руд из рудника в завод.

## Судьба паровозов Черепановых
В отличие от стационарных паровых двигателей, востребованных в то время российской промышленностью, первой русской железной дороге Черепановых не было уделено того внимания, которого она заслуживала. Начальство Нижнетагильского завода, да и сам заводчик Н. Демидов, весьма скептически относились к постройке паровиков. Вдобавок подрядчики конного извоза были настроены против железной дороги.
Но главное, в качестве топлива в паровозах Черепановых использовались дрова. «Сухопутный пароход» потреблял их в таком количестве, что очень скоро встала проблема с подвозом. За годы эксплуатации весь лес в окрестностях железной дороги был вырублен, и дрова приходилось доставлять издалека на той же конной тяге. Это решающим образом повлияло на судьбу паровоза в отличие от машин главного инженера угольных копей Стефенсона.
Впоследствии вместо паровоза стали использовать гужевую упряжь, таская по ветке вагоны с рудой.
Частично сохранились выполненные с натуры племянником Ефима Черепанова Амосом чертежи, а также действующая модель паровоза, сделанная ими в 1837 году для промышленной выставки в Петербурге. По ним в 1949 году была изготовлена копия паровоза, которая ныне стоит перед Дворцом культуры железнодорожников напротив вокзала в Екатеринбурге.
Макеты первого паровоза Черепановых можно увидеть в Историко-техническом музее «Дом Черепановых» — филиале Нижнетагильского музея-заповедника «Горнозаводской Урал» (Нижний Тагил), Политехническом музее (Москва), в музее истории науки и техники Свердловской железнодорожной магистрали (Екатеринбург), во дворе Сибирского государственного университета путей сообщения (Новосибирск), у здания управления Красноярской железной дороги, в Самарском железнодорожном музее, у Ногинского промышленного предприятия железнодорожного транспорта и в музее Амурского моста (Хабаровск). Копия первого российского паровоза установлена также в 2020 году возле здания управления Калининградской железной дороги, а в 2023 году — у локомотивного депо в Старом Осколе.
В конце июля 2021 года в честь 155-летия с момента открытия Юго-Восточной железной дороги в Воронеже, в парке у ДК Железнодорожников была установлена копия паровоза Черепановых, изготовленная силами ВТРЗ им. Дзержинского.
Памятник Черепановым стоит на центральной площади города Нижнего Тагила, а также в Уральском Государственном Университете Путей Сообщения (Екатеринбург) и на конечной станции Детской Железной Дороги в городе Кемерово.

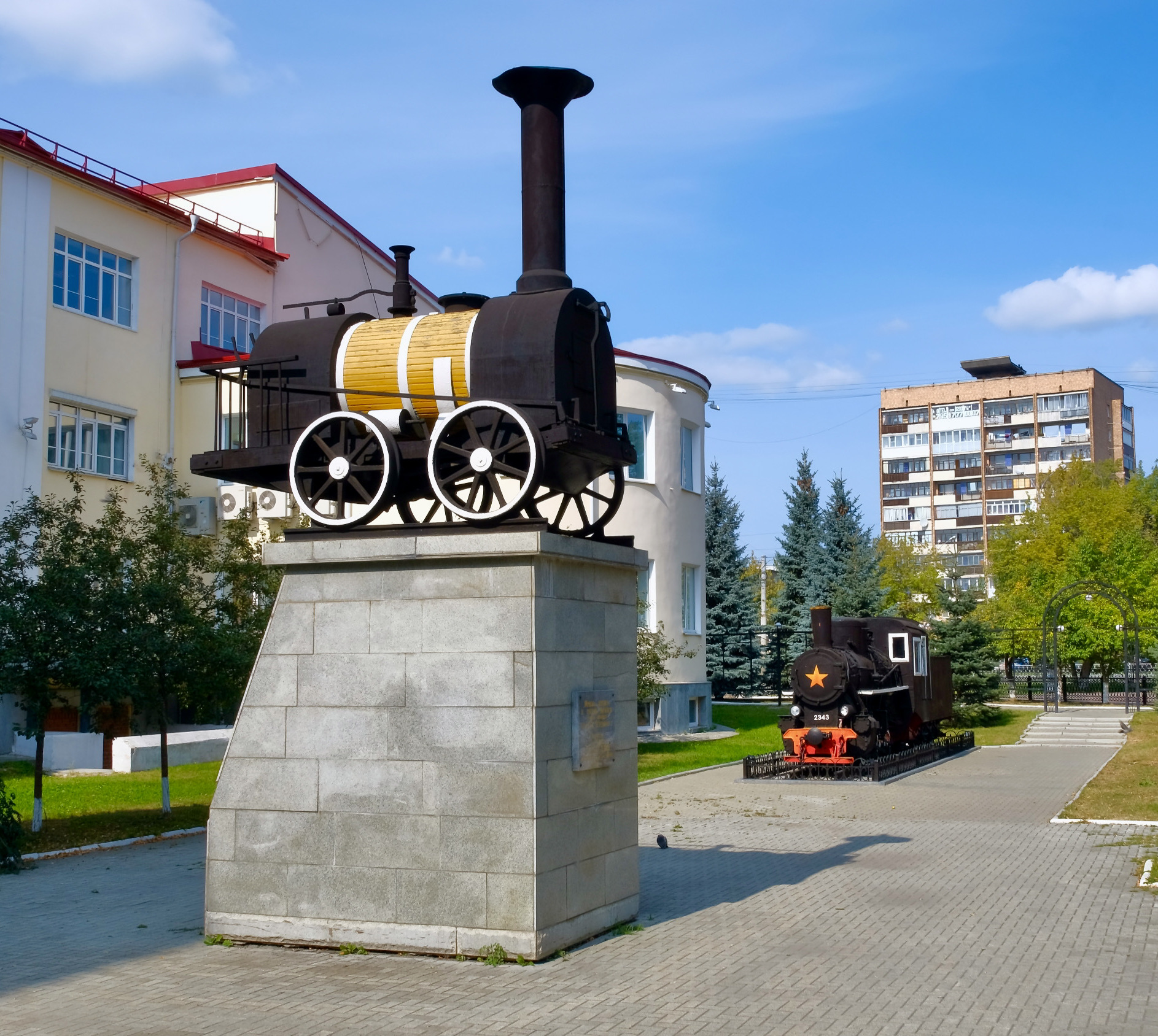
Памятник в Екатеринбурге
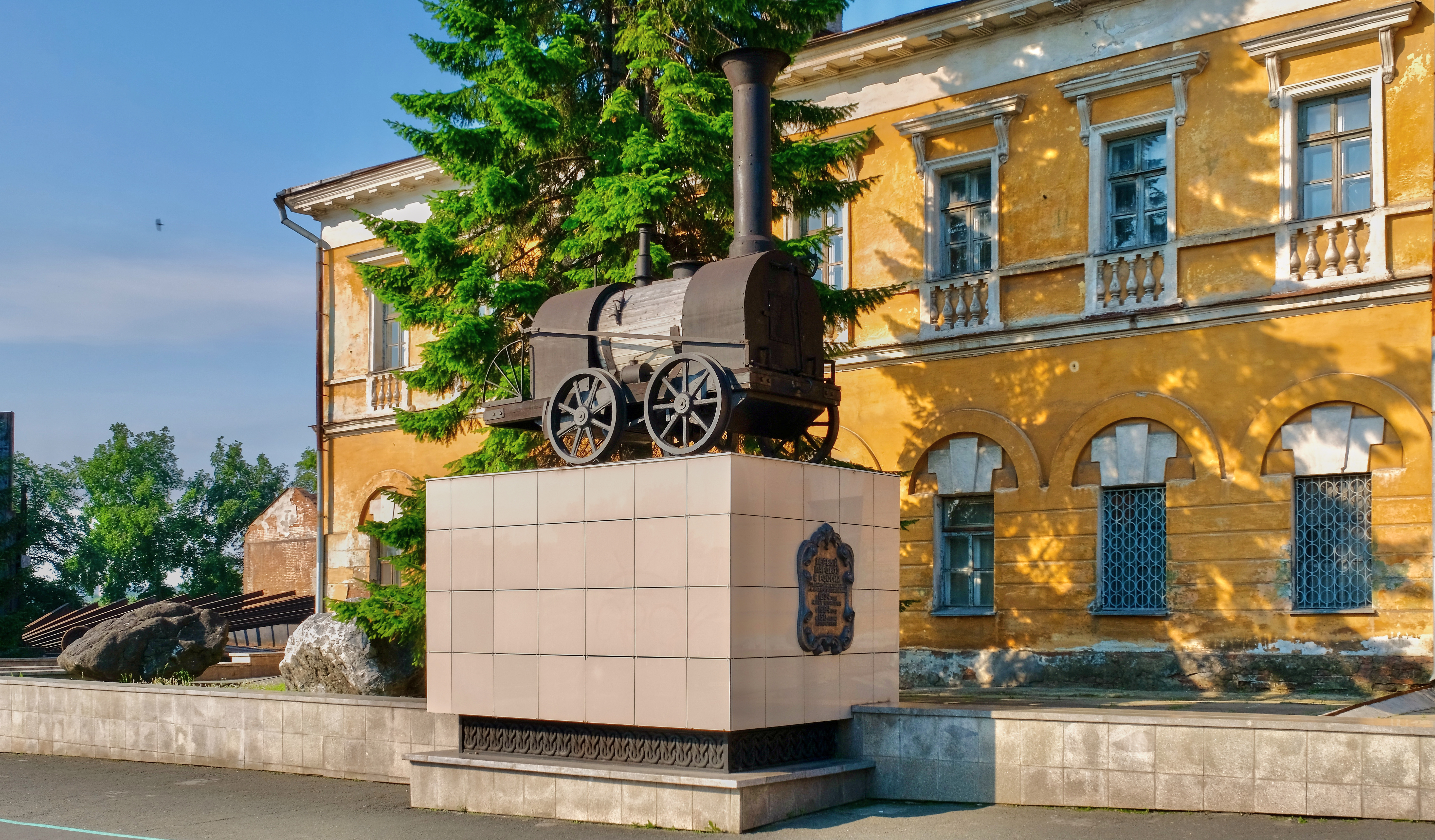
Памятник в Нижнем Тагиле
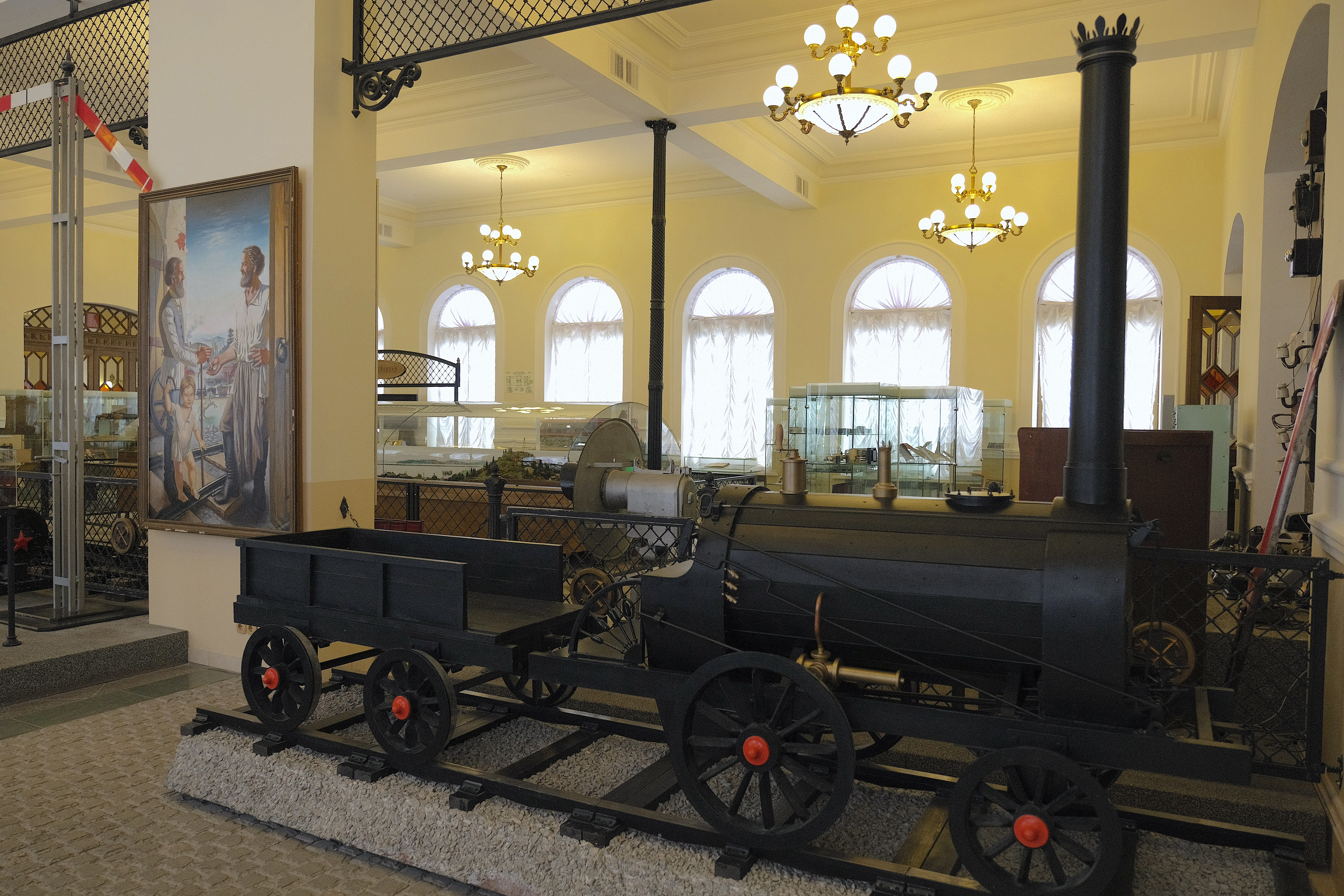
Макет в музее Свердловской железной дороги
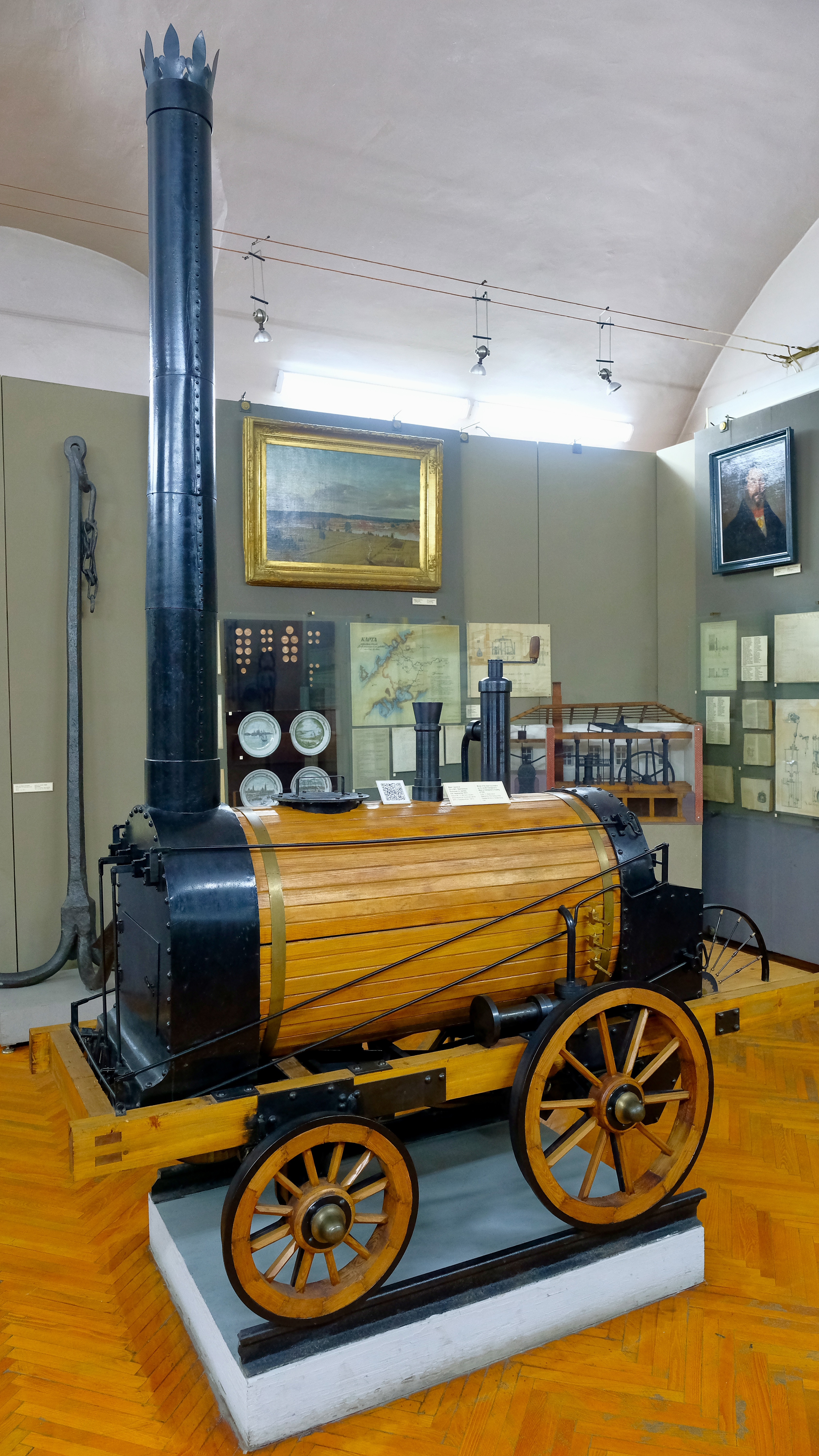
Макет в Нижнетагильском музее
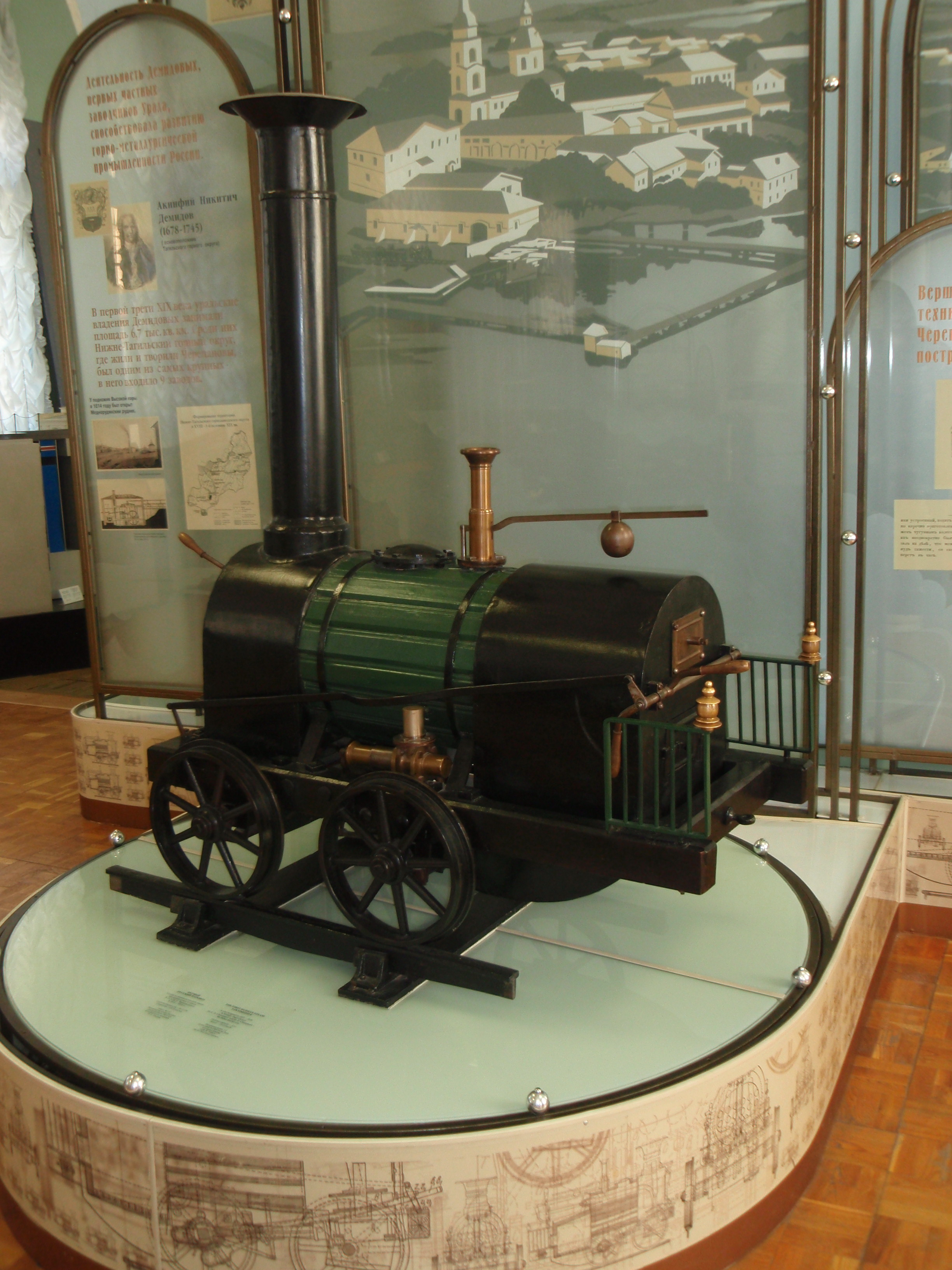
Макет в Государственном Политехническом музее Москвы
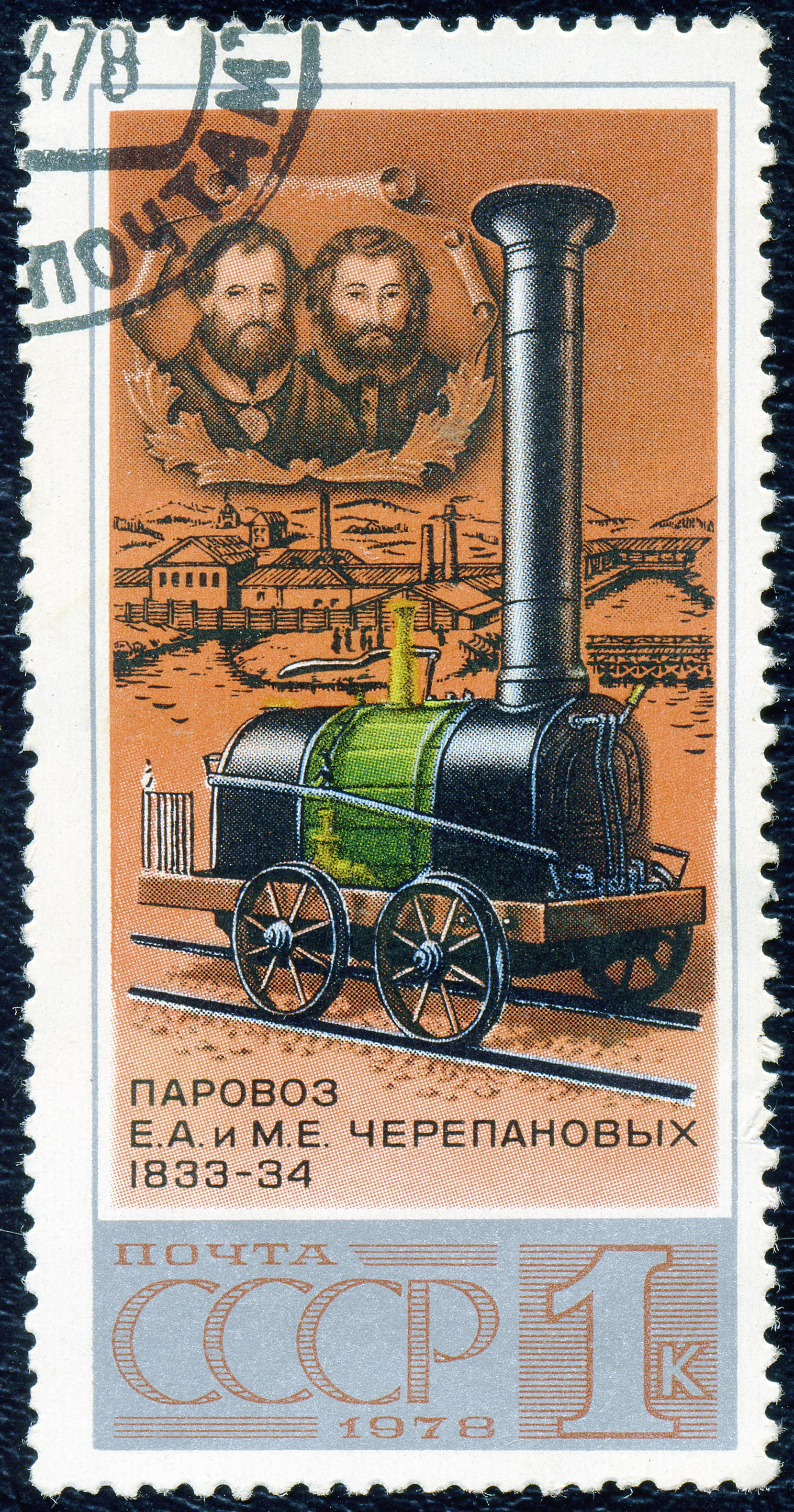
Почтовая марка СССР (1978)
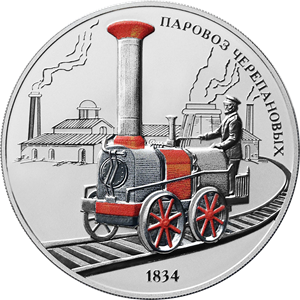
Монета Банка России (2021)

## Художественная литература
- Фёдоров Е. А. (1897—1961), трилогия «Каменный пояс», книга 3-я «Хозяин каменных гор»